# Yttre Ögsäertjärnen
Yttre Ögsäertjärnen är en sjö i Malung-Sälens kommun i Dalarna och ingår i Dalälvens huvudavrinningsområde.